# Bernadette Graf
Bernadette Graf (ur. 25 czerwca 1992 w Innsbrucku) – austriacka judoczka, czterokrotna brązowa medalistka mistrzostw Europy, dwukrotna brązowa medalistka igrzysk europejskich, pięciokrotna mistrzyni Austrii, uczestniczka Letnich Igrzysk Olimpijskich 2016.

## Kariera

### Igrzyska olimpijskie
Wzięła udział w igrzyskach olimpijskich w Rio de Janeiro w kategorii do 70 kg i zajęła piąte miejsce, przegrywając w ćwierćfinale z Laurą Koch. W pojedynku o brązowy medal uległa Sally Conway.
| Runda         | Przeciwniczka     | Wynik     | Osiągnięcie |
| ------------- | ----------------- | --------- | ----------- |
| 1. runda      | Wolny los         | Wolny los | 5. miejsce  |
| 2. runda      | Maria Portela     | W 000–000 | 5. miejsce  |
| Ćwierćfinał   | Laura Vargas Koch | P 000–100 | 5. miejsce  |
| Repasaż       | Kelita Zupancic   | W 010–001 | 5. miejsce  |
| Brązowy medal | Sally Conway      | P 000–001 | 5. miejsce  |